# Eike Lancelle
Eike Lancelle (* 26. März 1941 in Berlin) ist ein deutscher Verwaltungsjurist und ehemaliger Staatssekretär.

## Biografie
Nach dem Abitur 1959 studierte Lancelle Rechtswissenschaften mit anschließendem zweiten Staatsexamen. Er trat 1970 in die Landesverwaltung von West-Berlin ein. Von 1981 bis 1987 war er Referent und später Büroleiter im Senatorenbüro des Berliner Innensenators. Anschließend leitete er bis 1990 die Personal- und Haushaltsabteilung. Von 1991 bis 1999 amtierte Lancelle in den Senaten Diepgen III bis Diepgen V als Staatssekretär beim Berliner Innensenator. Dann wechselte er nach Brandenburg war bis zum Ruhestand 2006 Staatssekretär im dortigen Innenministerium unter Jörg Schönbohm.
In seine Amtszeit fiel die Reform der Berliner Bezirke mit deren Verringerung von 23 auf 12. In Brandenburg waren die Neustrukturierung der Polizei und der Kommunen sowie des kommunalen Finanzwesens wichtige Arbeitsbereiche.
Lancelle ist Mitglied der CDU.